# Liste der mexikanischen Botschafter in der Türkei

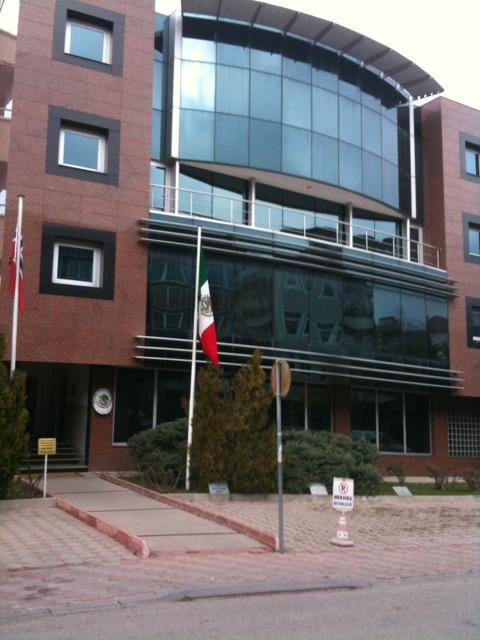
Mexikanische Botschaft in Ankara

Liste der mexikanischen Botschafter in der Türkei.

## Liste
| Ernennung Akkreditierung | Name                               | Bemerkungen     | ernannt von                   | akkreditiert bei der Regierung | Posten verlassen |
| ------------------------ | ---------------------------------- | --------------- | ----------------------------- | ------------------------------ | ---------------- |
| 1864                     | Pablo Martínez del Río             |                 | Maximilian I. (Mexiko)        | Abdülaziz                      |                  |
| 1865                     | Leonardo Márquez                   |                 | Maximilian I. (Mexiko)        | Abdülaziz                      |                  |
| 1933                     | Genaro Estrada Félix               |                 | Abelardo L. Rodríguez         | Ali Fethi Bey                  |                  |
| 1935                     | Manuel Pérez Treviño               |                 | Lázaro Cárdenas del Río       | Ali Fethi Bey                  |                  |
| 1936                     | Ramón P. de Negri                  |                 | Lázaro Cárdenas del Río       | Ali Fethi Bey                  |                  |
| 1937                     | Adalberto Tejeda Olivares          |                 | Lázaro Cárdenas del Río       | Celâl Bayar                    |                  |
| 1951                     | Antonio Sánchez Acevedo            |                 | Miguel Alemán Valdés          | Adnan Menderes                 |                  |
| 1952                     | Salvador Pardo Bolland             | Geschäftsträger | Adolfo Ruiz Cortines          | Adnan Menderes                 |                  |
| 1953                     | Víctor Alfonso Maldonado           |                 | Adolfo Ruiz Cortines          | Adnan Menderes                 |                  |
| 1958                     | Francisco Vázquez Treserra         |                 | Adolfo López Mateos           | Adnan Menderes                 |                  |
| 1959                     | Luis Alva Cejudo                   | Geschäftsträger | Adolfo López Mateos           | Adnan Menderes                 |                  |
| 1960                     | Francisco Octavio Navarro Carranza |                 | Adolfo López Mateos           | Cemal Gürsel                   |                  |
| 1967                     | Ernesto Soto Reyes                 |                 | Gustavo Díaz Ordaz            | Suad Hayri Ürgüplü             |                  |
| 1971                     | Alfonso Castro Valle               |                 | Luis Echeverría Álvarez       | Nihat Erim                     |                  |
| 1977                     | Fernando Elías Calles Sáenz        |                 | José López Portillo           | Süleyman Demirel               |                  |
| 1979                     | Héctor Cruz Manjarrez Moreno       |                 | José López Portillo           | Süleyman Demirel               |                  |
| 1986                     | Roberto Casellas Leal              |                 | Miguel de la Madrid Hurtado   | Turgut Özal                    |                  |
| 1989                     | Antonio Dueñas Pulido              |                 | Carlos Salinas de Gortari     | Yildirim Akbulut               |                  |
| 1992                     | Ráphael Steger Cataño              |                 | Carlos Salinas de Gortari     | Süleyman Demirel               |                  |
| 1996                     | Enrique Buj Flores                 |                 | Ernesto Zedillo Ponce de León | Necmettin Erbakan              |                  |
| 2001                     | Raúl Fortunato Cardoso Maycotte    |                 | Vicente Fox Quesada           | Mustafa Bülent Ecevit          |                  |
| 2003                     | Francisco de Paula Castro Reynoso  | Geschäftsträger | Vicente Fox Quesada           | Recep Tayyip Erdoğan           |                  |
| 2004                     | Amanda Mireya Terán Munguía        |                 | Vicente Fox Quesada           | Recep Tayyip Erdoğan           |                  |
| 2006                     | Salvador Campos Icardo             |                 | Felipe Calderón Hinojosa      | Recep Tayyip Erdoğan           |                  |
| 2010                     | Jaime García Amaral                |                 | Felipe Calderón Hinojosa      | Recep Tayyip Erdoğan           |                  |